# Procesiune religioasă în gubernia Kursk
Procesiune religioasă în gubernia Kursk sau Procesiune de Paști în districtul Kursk (în rusă Крестный ход в Курской губернии - Krestnîi hod v Kurskoi gubernii) este un tablou mare pictat în ulei pe pânză în perioada 1880-1883 de către pictorul și sculptorul realist rus Ilia Repin. 
Opera arată masa compactă și clocotitoare de oameni care participă la procesiunea religioasă anuală purtând celebra icoană a Maicii Domnului de la Kursk⁠(en)[traduceți] de la Mănăstirea Korennaia aflată în apropierea orașului Kursk, în vestul Rusiei.
Procesiunea este condusă, într-un peisaj plin de praf, de preoți ortodocși în sutane, purtând icoane, ghirlande și prapuri peste capetele mulțimii. Deși preoții sunt urmați de o mulțime formată în cea mai mare parte din țărani, pot fi însă observați reprezentanți ai întregii societăți din gubernie, începând de la cerșetori și schilozi, ofițeri de poliție și militari și culminând cu elita.
La prima sa expunere tabloul a creat controverse, deoarece icoana este purtată de un bărbat care pare a fi beat. 